# آیدوکسوریدین
آیدوکسوریدین (به انگلیسی: Idoxuridine)
رده درمانی: ضد ویروس .
اشکال دارویی: قطره چشمی

## مکانیسم اثر
این دارو به دلیل شباهت با تیمیدین باعث مهار تیمیدیلات، فسفوریلاز، و پلیمراز اختصاصی DNA که برای مشارکت تیمیدین در DNA ویروس ضروری هستند، می‌شود. آیدوکسوریدین به جای تیمیدین وارد DNA ویروس می‌شود و موجب اختلال DNA می‌شود و لذا ویروس دیگر قادر به آلوده کردن یا تخریب بافت یا تکثیر خود نمی‌باشد.

## موارد مصرف
آیدوکسوریدین در درمان کراتیت ناشی از ویروس هرپس سیمپلکس (تبخال) به صورت موضعی در چشم مصرف می شود.

## تداخلات
این دارو ممکن است با گلوکوکورتیکوئیدهای موضعی و فراورده‌های حاوی اسیدبوریک تداخل داشته باشد.